# St. Mariä Empfängnis (Lürrip)

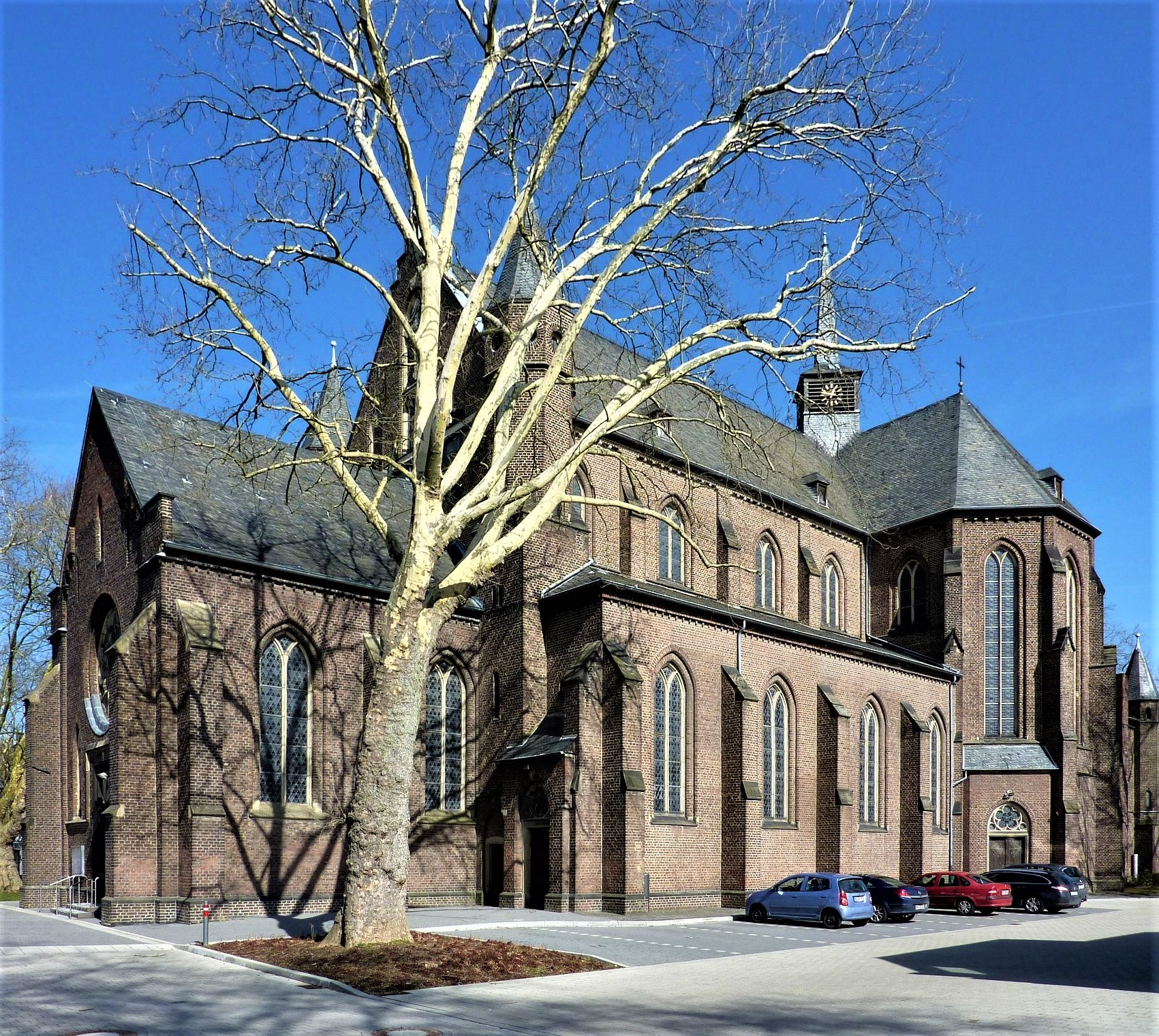
Kirche (2018)

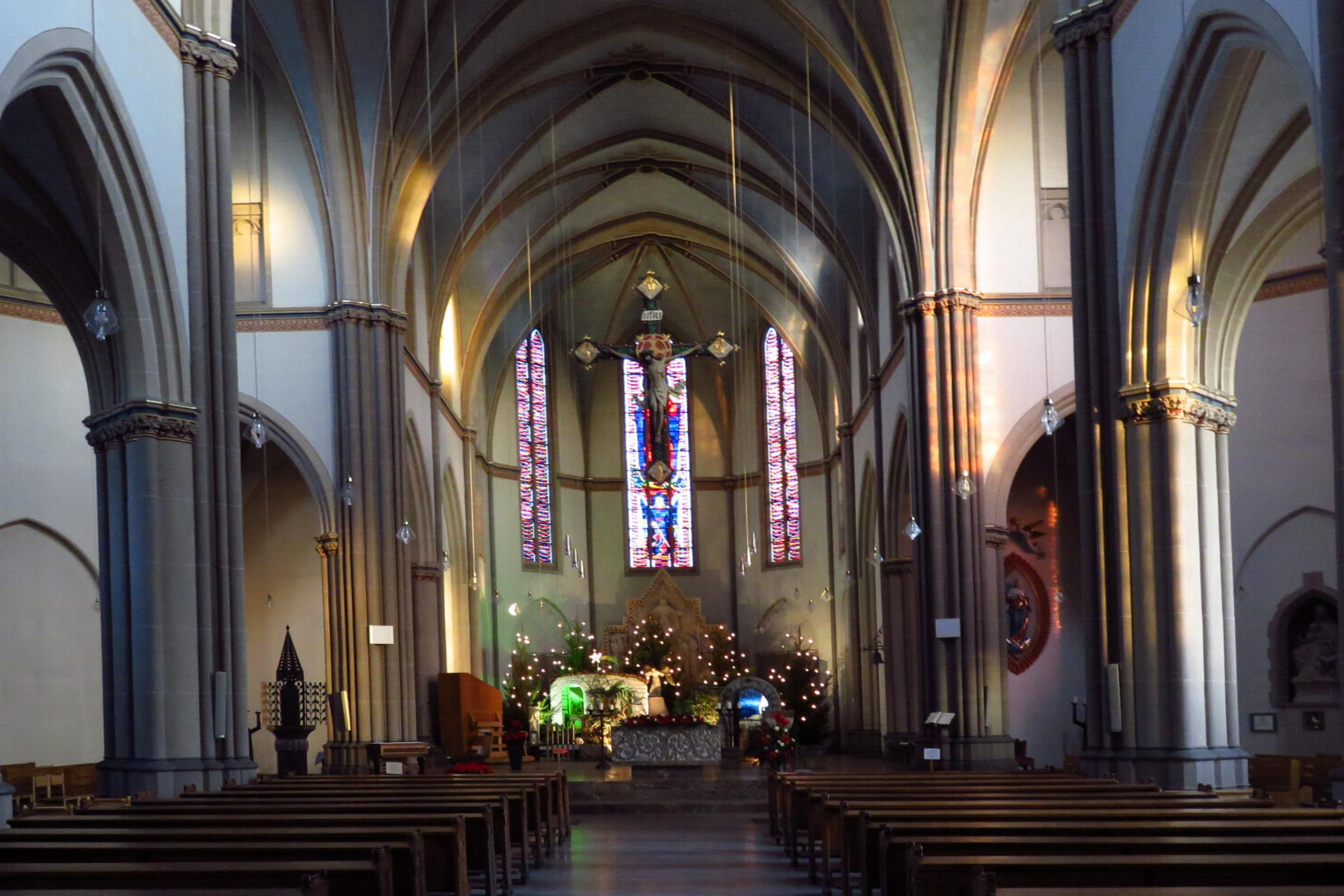
Inneres (2015)

Die römisch-katholische Pfarrkirche  St. Mariä Empfängnis steht im Stadtteil Lürrip im Stadtbezirk Ost von Mönchengladbach (Nordrhein-Westfalen), Neusser Straße 224–228.
Das Gebäude wurde 1856 erbaut. Es wurde unter Nr. N 011 am 19. März 1992 in die Denkmalliste der Stadt Mönchengladbach eingetragen.

## Lage
Die Kirche liegt an der Neusser Straße im Ortsteil Lürrip.

## Architektur
Bei dem Objekt handelt es sich um eine zweischiffige Backsteinkirche mit Kreuzrippengewölben zu vier Jochen unter einem Satteldach. Erweiterungsbau ab 1909 in Form einer dreischiffigen Basilika mit Querhaus aus Backstein.

## Orgel

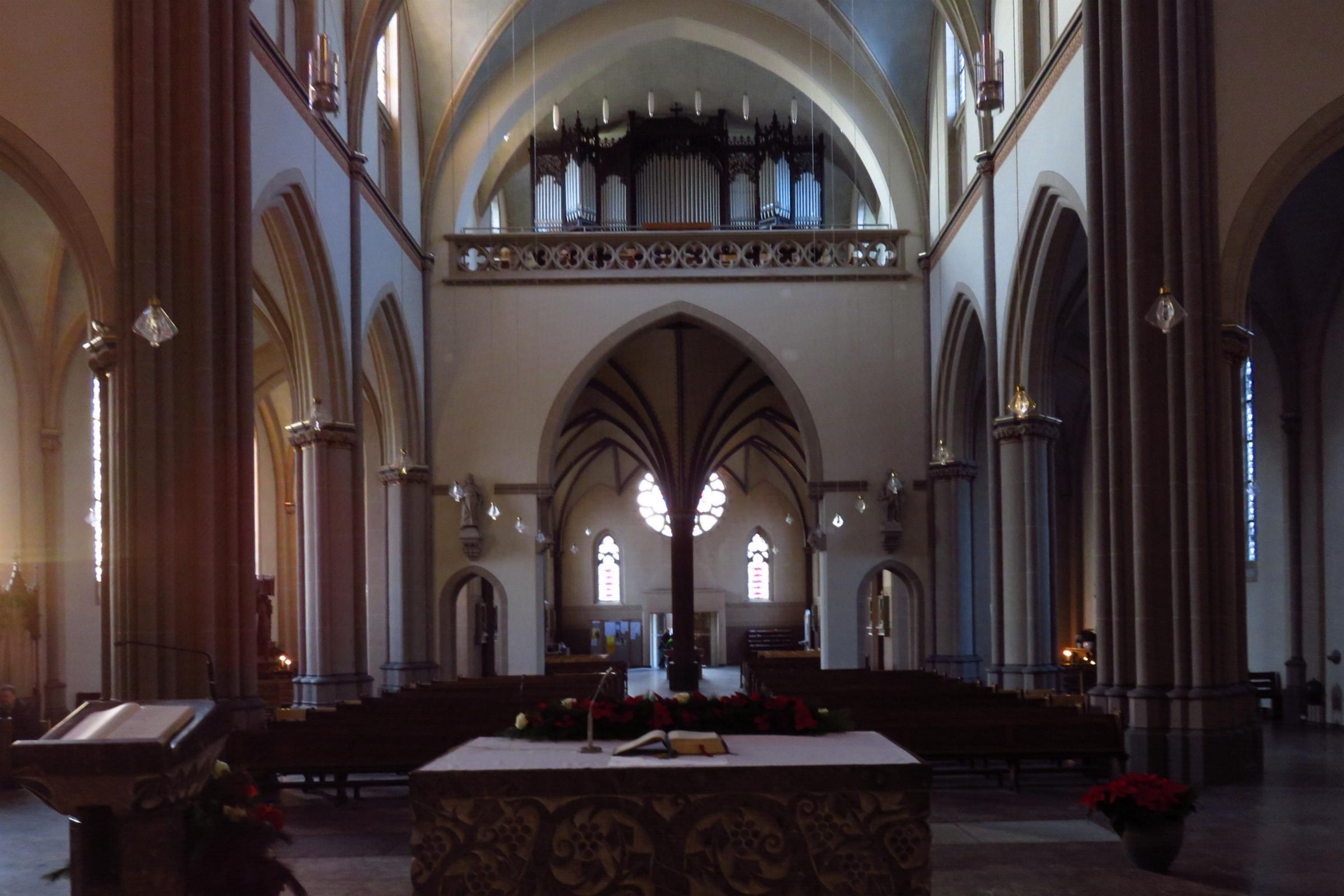
Kircheninneres vom Altar gesehen mit Blick auf die Orgel (2015)

Firma Müller aus Reifferscheidt in der Eifel erbaute 1888 die erste Orgel. Nach der Gebäude-Erweiterung von 1909 wurde diese zu klein. Daher erhielt Orgelbau Klais den Auftrag zu einem Neubau, der 1912 als Opus 438 fertiggestellt wurde. Mit 30 Registern handelt es sich hierbei um die größte erhaltene Klais-Orgel im Stadtgebiet von Mönchengladbach. Gegen Ende des Zweiten Weltkrieges durch Querschläger und Granateinschläge beschädigt, wurde die Orgel 1947 von der Aachener Werkstatt Stahlhuth notdürftig wiederhergestellt und die Disposition in neobarockem Sinne umgestaltet. Im zweiten Manual wurden über die Hälfte der Stimmen verändert, indem Register aufgerückt wurden (z. B. Lieblich Gedackt 16' zu 8') oder gar Grundstimmen zu kleineren Registern und Aliquoten (z. B. Quinte 1 1⁄3′) abgeschnitten wurden. In Hauptwerk und Pedal wurde jeweils nur ein Register ausgetauscht (HW: Bleigedackt 4' statt Gamba 8', PD: Choralbaß 4' statt Violoncello 8'). Die pneumatischen Trakturen wurden belassen und nicht elektrifiziert. Da die Orgel gegen Ende des 20. Jahrhunderts zunehmend defekt und statisch instabil wurde, plante die Gemeinde seit 2007 mit Orgelbau Klais eine gründliche Restaurierung und Wiederherstellung. Zu ihrem 100. Geburtstag im Jahr 2012 wurde die in den Originalzustand zurückgeführte Orgel in einem Festgottesdienst am 8. Dezember 2012 wieder in Betrieb genommen. Zum besonderen, gleichsam kathedralesken Hörerlebnis trägt bei, dass sich das Instrument auf einer sehr hoch gelegenen Empore befindet und von dort seinen Klang in einen Kirchenraum mit sieben Sekunden Nachhall entlässt. Die Disposition lautet seit der Restaurierung 2012:
| I Hauptwerk C–g3 |                |       |  |
| 1.               | Bordun         | 16′   |  |
| 2.               | Principal      | 8′    |  |
| 3.               | Doppel-Gedeckt | 8′    |  |
| 4.               | Flauto amabile | 8′    |  |
| 5.               | Salicional     | 8′    |  |
| 6.               | Gamba          | 8′    |  |
| 7.               | Oktave         | 4′    |  |
| 8.               | Hohlflöte      | 4′    |  |
| 9.               | Quinte         | 2 ⁄3′ |  |
| 10.              | Oktave         | 2′    |  |
| 11.              | Mixtur III     |       |  |
| 12.              | Trompete       | 8′    |  |

| II Schwellwerk C–g3 |                  |       |  |
| 13.                 | Lieblich Gedeckt | 16′   |  |
| 14.                 | Geigenprincipal  | 8′    |  |
| 15.                 | Bordunalflöte    | 8′    |  |
| 16.                 | Concertflöte     | 8′    |  |
| 17.                 | Quintatön        | 8′    |  |
| 18.                 | Aeoline          | 8′    |  |
| 19.                 | Vox coelestis    | 8′    |  |
| 20.                 | Fugara           | 4′    |  |
| 21.                 | Flauto dolce     | 4′    |  |
| 22.                 | Flageolet        | 2′    |  |
| 23.                 | Sesquialtera II  | 2 ⁄3′ |  |

| Pedal C–f1 |             |     |  |
| 24.        | Contra-Baß  | 16′ |  |
| 25.        | Violon      | 16′ |  |
| 26.        | Subbaß      | 16′ |  |
| 27.        | Gedeckt-Baß | 16′ |  |
| 28.        | Oktav-Baß   | 8′  |  |
| 29.        | Violoncello | 8′  |  |
| 30.        | Posaune     | 16′ |  |

- Koppeln: II/I, sub II/I, super II/I (ausgebaut bis g4), I/P, II/P, super II/P
- Spielhilfen: 1 freie Kombination, 4 feste Kombinationen (p, mf, f, tutti), Registerschweller
- Traktur: pneumatische Kegelladen